# MPEG-1 Audio Layer I
MPEG-1 Audio Layer I, comumente abreviado para MP1, é um dos três formatos de áudio incluídos no padrão MPEG-1. É uma versão deliberadamente simplificada do MPEG-1 Audio Layer II (MP2), criado para aplicações onde menor eficiência de compressão poderia ser tolerada em troca de um algoritmo menos complexo que poderia ser executado com requisitos de hardware mais simples. Embora suportado pela maioria dos media players, o codec é considerado amplamente obsoleto e substituído por MP2 ou MP3.
Para arquivos contendo apenas áudio MP1, a extensão de arquivo .mp1 é usada.
Uma versão limitada da camada I do MPEG-1 também foi usada pelo formato Digital Compact Cassette, na forma do codec de compressão de áudio PASC (Precision Adaptive Subband Coding). A taxa de bits do PASC foi fixada em 384 quilobits por segundo e, ao codificar áudio em uma frequência de amostra de 44,1 kHz, o PASC considera os slots de preenchimento como 'fictícios' e os define como zero, enquanto o padrão ISO/IEC 11172-3 os usa para armazenar dados.

## Especificação
O MPEG-1 Camada I é definido na ISO/IEC 11172-3, cuja primeira versão foi publicada em 1993.
- Taxas de amostragem: 32, 44,1 e 48 kHz
- Taxas de bits: 32, 64, 96, 128, 160, 192, 224, 256, 288, 320, 352, 384, 416 e 448 kbit/s[7]

Uma extensão foi fornecida no MPEG-2 Camada I e é definida na ISO/IEC 13818-3, cuja primeira versão foi publicada em 1995.
- Taxas de amostragem adicionais: 16, 22,05 e 24 kHz
- Taxas de bits adicionais: 48, 56, 80, 112, 144 e 176 kbit/s[7]

O MP1 usa uma codificação de sub-banda relativamente simples, usando 32 sub-bandas.